# Maksym Nikitin
Maksym Kostiantynowycz Nikitin, ukr. Максим Костянтинович Нікітін (ur. 5 października 1994 w Charkowie) – ukraiński łyżwiarz figurowy, startujący w parach tanecznych z Ołeksandrą Nazarową. Dwukrotny uczestnik igrzysk olimpijskich (2018, 2022), medalista zawodów z cyklu Challenger Series, zwycięzca zimowej uniwersjady (2017) oraz 6-krotny mistrz Ukrainy (2015, 2017, 2018, 2020–2022).

## Osiągnięcia
Z Ołeksandrą Nazarową
| Zawody                                | 07–08          | 09–10          | 10–11          | 11–12          | 12–13          | 13–14          | 14–15          | 15–16          | 16–17          | 17–18          | 18–19          | 19–20          | 20–21          | 21–22          |                |                |                |
| Międzynarodowe                        | Międzynarodowe | Międzynarodowe | Międzynarodowe | Międzynarodowe | Międzynarodowe | Międzynarodowe | Międzynarodowe | Międzynarodowe | Międzynarodowe | Międzynarodowe | Międzynarodowe | Międzynarodowe | Międzynarodowe | Międzynarodowe | Międzynarodowe | Międzynarodowe | Międzynarodowe |
| ------------------------------------- | -------------- | -------------- | -------------- | -------------- | -------------- | -------------- | -------------- | -------------- | -------------- | -------------- | -------------- | -------------- | -------------- | -------------- | -------------- | -------------- | -------------- |
| Igrzyska olimpijskie                  |                |                |                |                |                |                |                |                |                | 21             |                |                |                | 20             |                |                |                |
| Mistrzostwa świata                    |                |                |                |                |                |                | 17             | 19             | 15             | 15             | 20             | C              | 20             | WD             |                |                |                |
| Mistrzostwa Europy                    |                |                |                |                |                |                | 11             |                | 9              | 11             |                | 10             | C              | 10             |                |                |                |
| GP NHK Trophy                         |                |                |                |                |                |                |                |                |                | 6              | 9              |                |                | 8              |                |                |                |
| GP Rostelecom Cup                     |                |                |                |                |                |                |                |                |                |                |                |                | 6              |                |                |                |                |
| GP Skate America                      |                |                |                |                |                |                |                | 7              |                |                | 8              |                |                |                |                |                |                |
| GP Trophée de France                  |                |                |                |                |                |                |                |                | 7              |                |                |                |                |                |                |                |                |
| CS Budapest Trophy                    |                |                |                |                |                |                |                |                |                |                |                |                | 1              |                |                |                |                |
| CS Golden Spin Zagrzeb                |                |                |                |                |                |                | 4              |                | 6              |                |                |                |                |                |                |                |                |
| CS Lombardia Trophy                   |                |                |                |                |                |                |                |                |                | 3              |                | 3              |                |                |                |                |                |
| CS Memoriał Dienis Tiena              |                |                |                |                |                |                |                |                |                |                |                |                |                | 2              |                |                |                |
| CS Minsk-Arena Ice Star               |                |                |                |                |                |                |                |                |                | 4              |                | 3              |                |                |                |                |                |
| CS Nebelhorn Trophy                   |                |                |                |                |                |                |                |                |                |                | 9              |                |                |                |                |                |                |
| CS Tallinn Trophy                     |                |                |                |                |                |                |                | 6              |                |                |                |                |                |                |                |                |                |
| CS U.S. International Classic         |                |                |                |                |                |                |                | 4              |                |                |                |                |                |                |                |                |                |
| CS Warsaw Cup                         |                |                |                |                |                |                | 2              |                |                | 3              |                |                |                |                |                |                |                |
| International Cup of Nice             |                |                |                |                |                |                |                |                | 3              | 5              |                |                |                |                |                |                |                |
| Minsk-Arena Ice Star                  |                |                |                |                |                |                |                |                | 1              |                |                |                |                |                |                |                |                |
| Open Ice Mall                         |                |                |                |                |                |                |                |                |                |                | 1              |                |                |                |                |                |                |
| Santa Claus Cup                       |                |                |                |                |                |                |                |                |                | 1              |                |                |                |                |                |                |                |
| Zimowa Uniwersjada                    |                |                |                |                |                |                |                |                | 1              |                |                |                |                |                |                |                |                |
| Międzynarodowe: Kategorie młodzieżowe |                |                |                |                |                |                |                |                |                |                |                |                |                |                |                |                |                |
| Mistrzostwa świata juniorów           |                |                |                |                | 11             | 5              | 3              |                |                |                |                |                |                |                |                |                |                |
| JGP Finał                             |                |                |                |                |                |                |                |                |                |                |                |                |                |                |                |                |                |
| JGP w Austrii                         |                |                | 11             |                | 5              |                |                |                |                |                |                |                |                |                |                |                |                |
| JGP w Chorwacji                       |                |                |                |                | 5              |                |                |                |                |                |                |                |                |                |                |                |                |
| JGP w Czechach                        |                |                |                |                |                |                | 4              |                |                |                |                |                |                |                |                |                |                |
| JGP w Estonii                         |                |                |                |                |                | 2              | 3              |                |                |                |                |                |                |                |                |                |                |
| JGP w Polsce                          |                |                |                |                |                | 2              |                |                |                |                |                |                |                |                |                |                |                |
| JGP w Wielkiej Brytanii               |                |                | 7              |                |                |                |                |                |                |                |                |                |                |                |                |                |                |
| Istanbul Cup                          |                |                |                | 5 J            |                |                |                |                |                |                |                |                |                |                |                |                |                |
| NRW Trophy                            | 1 N            | 1 N            | 10 J           | 5 J            | 7 J            |                |                |                |                |                |                |                |                |                |                |                |                |
| Volvo Open Cup                        |                |                |                |                |                | 2 J            |                |                |                |                |                |                |                |                |                |                |                |
| Zimowe igrzyska olimpijskie młodzieży |                |                |                | 2              |                |                |                |                |                |                |                |                |                |                |                |                |                |
| Krajowe                               |                |                |                |                |                |                |                |                |                |                |                |                |                |                |                |                |                |
| Mistrzostwa Ukrainy                   |                |                |                |                | 1 J            |                | 1              | WD             | 1              | 1              |                | 1              | 1              | 1              |                |                |                |

## Programy
Ołeksadra Nazarowa / Maksym Nikitin
| Sezon   | Taniec rytmiczny (RD) | Taniec dowolny (FD) |
| ------- | --- | --- |
| 2020–21 | - Quickstep, blues: 42nd Street – Harry Warren, Al Dupin choreografia: Siergiej Pietuchow                                                      | - Prima Donna – Rene Aubry - Apres La Pluie – Rene Aubry - Steppe – Rene Aubry choreografia: Siergiej Pietuchow |
| 2019–20 | - Quickstep, blues: 42nd Street – Harry Warren, Al Dupin choreografia: Siergiej Pietuchow                                                      | - Prima Donna – Rene Aubry - Apres La Pluie – Rene Aubry - Steppe – Rene Aubry choreografia: Siergiej Pietuchow |
| 2018–19 | - Chicago medley – John Kander, Fred Ebb - Tango: Cell Block Tango - Fokstrot: Overture - Fokstrot: All That Jazz choreografia: Fabian Bourzat | - The Nightclub-Dance Suite (z filmu Światła wielkiego miasta) – Charlie Chaplin - At the Millionaire's Home (z filmu Światła wielkiego miasta) – Charlie Chaplin - The Adventurer – Charlie Chaplin, Carl Davis - Titine (z filmu Dzisiejsze czasy) – Charlie Chaplin choreografia: Fabian Bourzat |